# 索吕特雷-普伊
索吕特雷-普伊（法語：Solutré-Pouilly，法語發音：[sɔlytʁe puji]）是法国索恩-卢瓦尔省的一个市镇，属于马孔区。

## 地理
索吕特雷-普伊（46°17'48"N, 4°43'30"E）面积6.16 平方千米，位于法国勃艮第-弗朗什-孔泰大區索恩-卢瓦尔省，该省份为法国中部省份，北起顺时针与科多尔省、汝拉省、安省、罗讷省、卢瓦尔省、阿列省和涅夫勒省接壤。
与索吕特雷-普伊接壤的市镇（或旧市镇、城区）包括：达瓦耶、桑沃、沙尔奈莱马孔、菲塞、韦尔日松。

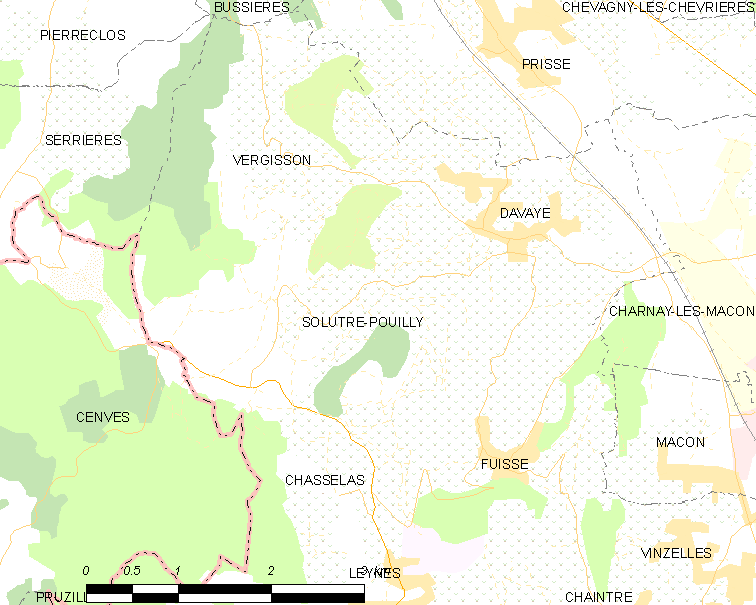
索吕特雷-普伊的OSM定位图

索吕特雷-普伊的时区为UTC+01:00、UTC+02:00（夏令时）。

## 行政
索吕特雷-普伊的邮政编码为71960，INSEE市镇编码为71526。

## 政治
索吕特雷-普伊所属的省级选区为拉沙佩勒德甘谢县。

## 人口

1962-2008年间索吕特雷-普伊人口变化图示

索吕特雷-普伊于2022年1月1日时的人口数量为342人。